# Izraelscy arcymistrzowie szachowi
Lista izraelskich szachistów, posiadających tytuły arcymistrzów (GM) i arcymistrzyń (WGM), zarówno w grze klasycznej, korespondencyjnej, kompozycji szachowej, jak i w rozwiązywaniu zadań szachowych oraz tytuły arcymistrzów honorowych (HGM), przyznawanych za osiągnięcia w przeszłości. Obejmuje także zawodników, którzy barwy Izraela reprezentowali tylko w pewnym okresie swojego życia.

## Szachy klasyczne

### arcymistrzowie
| Zawodnicy              | Rok urodzenia | Rok śmierci | Rok nadania | Uwagi                                               |
| ---------------------- | ------------- | ----------- | ----------- | --------------------------------------------------- |
| Borys Alterman         | 1970          |             | 1992        | pochodzenie ukraińskie                              |
| Borys Awruch           | 1978          |             | 1997        | pochodzenie kazachskie                              |
| Tal Baron              | 1992          |             | 2011        |                                                     |
| Walerij Beim           | 1950          |             | 1994        | pochodzenie ukraińskie                              |
| Mark Bluvshtein        | 1988          |             | 2004        | obecnie Kanada                                      |
| Avital Boruchovsky     | 1997          |             | 2014        |                                                     |
| Anatolij Bychowski     | 1988          |             | 2010        |                                                     |
| Mark Cejtlin           | 1943          | 2022        | 1997        | pochodzenie rosyjskie                               |
| Igor Chenkin           | 1968          |             | 1992        | pochodzenie rosyjskie, obecnie Niemcy               |
| Ilja Chmielniker       | 1985          |             | 2011        |                                                     |
| Ołeksandr Chuzman      | 1962          |             | 1991        | pochodzenie ukraińskie                              |
| Nigel Davies           | 1960          |             | 1993        | wcześniej Walia, obecnie Anglia                     |
| Roman Dżindżichaszwili | 1944          |             | 1977        | pochodzenie gruzińskie, wcześniej ZSRR, obecnie USA |
| Siergiej Erenburg      | 1983          |             | 2003        | pochodzenie rosyjskie, obecnie USA                  |
| Aleksander Finkel      | 1975          |             | 1995        | pochodzenie ukraińskie                              |
| Boris Gelfand          | 1968          |             | 1989        | pochodzenie białoruskie                             |
| Alik Gershon           | 1980          |             | 2000        |                                                     |
| Leonid Gofshtein       | 1953          | 2015        | 1993        | pochodzenie ?                                       |
| Aleksandr Goldin       | 1965          |             | 1989        | pochodzenie rosyjskie, obecnie USA                  |
| Alon Greenfeld         | 1964          |             | 1989        |                                                     |
| Jehuda Gruenfeld       | 1956          |             | 1980        |                                                     |
| Boris Gulko            | 1947          |             | 1976        | pochodzenie rosyjskie, wcześniej ZSRR, obecnie USA  |
| Lew Gutman             | 1945          |             | 1986        | pochodzenie łotewskie, obecnie Niemcy               |
| Ronen Har-Cewi         | 1976          |             | 1995        |                                                     |
| Witalij Hołod          | 1971          |             | 1996        | pochodzenie ukraińskie                              |
| Leonid Judasin         | 1956          |             | 1990        | pochodzenie rosyjskie                               |
| Borys Kancler          | 1962          |             | 1999        | pochodzenie kirgiskie                               |
| Artur Kogan            | 1974          |             | 1998        | pochodzenie ukraińskie                              |
| Jona Kosaszwili        | 1970          |             | 1994        |                                                     |
| Ja’ir Kraidman         | 1932          |             | 1976        |                                                     |
| Ronen Lew              | 1968          |             | 1995        |                                                     |
| Władimir Liberzon      | 1937          | 1996        | 1965        | pochodzenie rosyjskie                               |
| Eran Liss              | 1975          |             | 1995        |                                                     |
| Ilan Manor             | 1969          |             | 1997        |                                                     |
| Wiktor Michalewski     | 1972          |             | 1996        | pochodzenie białoruskie                             |
| Wadim Miłow            | 1972          |             | 1994        | pochodzenie rosyjskie, obecnie Szwajcaria           |
| Jakow Murej            | 1941          |             | 1987        | pochodzenie rosyjskie, również Francja              |
| Tamir Nabaty           | 1991          |             | 2011        |                                                     |
| Micha’el Oratowski     | 1974          |             | 2002        | pochodzenie ?                                       |
| Gil Popilski           | 1993          |             | 2013        |                                                     |
| Jewgienij Postny       | 1981          |             | 2002        |                                                     |
| Lew Psachis            | 1958          |             | 1982        | pochodzenie rosyjskie                               |
| Gad Rechlis            | 1967          |             | 1990        |                                                     |
| Maxim Rodshtein        | 1989          |             | 2007        |                                                     |
| Michael Roiz           | 1983          |             | 2003        |                                                     |
| Ilja Smirin            | 1968          |             | 1990        | pochodzenie białoruskie                             |
| Ram Soffer             | 1965          |             | 1994        |                                                     |
| Emil Sutowski          | 1977          |             | 1996        | pochodzenie azerskie                                |
| Leonid Szamkowicz      | 1923          | 2005        | 1965        | pochodzenie rosyjskie, wcześniej ZSRR, później USA  |
| Dmitrij Tiomkin        | 1977          |             | 2001        | obecnie Kanada                                      |
| Dow Zifroni            | 1976          |             | 1999        |                                                     |
| Jakow Zilberman        | 1954          |             | 1998        | pochodzenie ?                                       |
| Dan Zoler              | 1974          |             | 2011        |                                                     |

### arcymistrzynie
| Zawodniczki        | Rok urodzenia | Rok śmierci | Rok nadania | Uwagi                                              |
| ------------------ | ------------- | ----------- | ----------- | -------------------------------------------------- |
| Anna Achszarumowa  | 1957          |             | 1989        | pochodzenie rosyjskie, wcześniej ZSRR, obecnie USA |
| Angela Borsuk      | 1967          |             | 1997        | pochodzenie ukraińskie, +mistrz międzynarodowy     |
| Anna Gersznik      | 1975          |             | 1995        | z domu Segal, wcześniej ZSRR, obecnie USA          |
| Bella Gesser       | 1985          |             | 2005        | z domu Igła, pochodzenie rosyjskie                 |
| Masza Klinowa      | 1968          |             | 1996        | +mistrz międzynarodowy                             |
| Ałła Kusznir       | 1941          | 2013        | 1976        | pochodzenie rosyjskie                              |
| Ella Pitam         | 1977          |             | 1997        |                                                    |
| Tatiana Zatułowska | 1935          | 2017        | 1976        | pochodzenie rosyjskie                              |

## Szachy korespondencyjne

### arcymistrzowie
| Zawodnicy      | Rok urodzenia | Rok śmierci | Rok nadania | Uwagi |
| -------------- | ------------- | ----------- | ----------- | ----- |
| Yoav Dothan    | ?             |             | 2004        |       |
| Daniel Eljakim | ?             |             | 2003        |       |
| Devid Godes    | ?             |             | 1984        |       |
| Abir Har-Even  | ?             |             | 1999        |       |
| Itzhak Veinger | ?             | ?           | 1996        |       |

### arcymistrzynie
| Zawodniczki  | Rok urodzenia | Rok śmierci | Rok nadania | Uwagi                     |
| ------------ | ------------- | ----------- | ----------- | ------------------------- |
| Luba Kristoł | 1944          |             | 1997        | +mistrzyni międzynarodowa |

## Rozwiązywanie zadań

### arcymistrzowie
| Zawodnicy   | Rok urodzenia | Rok śmierci | Rok nadania | Uwagi |
| ----------- | ------------- | ----------- | ----------- | ----- |
| Ofer Comay  | ?             |             | 1995        |       |
| Ram Soffer  | 1965          |             | 1998        |       |
| Noam Elkies | ?             |             | 2001        |       |